# James Goddard
James Goddard (Port Victoria, 30 marzo 1983) è un ex nuotatore britannico.
Specializzato nel dorso e nelle gare miste ha partecipato alle Olimpiadi di Atene 2004, arrivando 4º nei 200 m dorso e a quelle di Pechino 2008, dove si è classificato 6º nei 200 m misti.

## Palmarès
- Mondiali in vasca corta

Manchester 2008: bronzo nei 200m misti.
- Europei

Debrecen 2012: argento nei 200m misti.
- Europei in vasca corta

Fiume 2008: oro nei 200m misti e bronzo nei 100m misti.
- Giochi del Commonwealth

Manchester 2002: oro nei 200m dorso e bronzo nei 200m misti.
Delhi 2010: oro nei 200m dorso e nei 200m misti.
- Europei giovanili

Dunkerque 2000: argento nei 200m misti.
Malta 2001: oro nei 200m misti e nei 400m misti.